# Ákos Elek
Ákos Elek (Ózd, 21 juli 1988) is een Hongaars voormalig voetballer die doorgaans speelde als middenvelder. Tussen 2005 en 2022 was hij actief voor Kazincbarcikai, Videoton, Eskişehirspor, Diósgyőr, Changchun Yatai, Diósgyőr, Kairat Almaty, MOL Vidi. Elek maakte in 2010 zijn debuut in het Hongaars voetbalelftal.

## Clubcarrière
Elek begon zijn carrière bij de jeugd van Putnok, maar in 2003 verkaste de middenvelder naar Kazincbarcikai. Twee jaar later speelde hij al mee in het eerste elftal, wat destijds uitkwam in het Nemzeti Bajnokság II (het tweede niveau van Hongarije). Drie jaar later tekende hij een contract bij Videoton. Zijn eerste wedstrijd was op 26 juli 2006 tegen Siófok. In het seizoen 2010/11 werd Elek met zijn club landskampioen van Hongarije. In 2012 werd hij verhuurd aan het Turkse Eskişehirspor, maar dat liep niet op iets uit en nadat hij teruggekeerd was, verhuisde hij naar Diósgyőr. In 2015 verkaste hij naar Changchun Yatai. Na een jaar keerde hij terug naar Diósgyőr, waar hij een verbintenis ondertekende voor de duur van twee seizoenen. Ruim een jaar later nam Kairat Almaty de Hongaarse middenvelder over voor circa een half miljoen euro. Deze club verliet hij in januari 2019 weer. Elek keerde daarop terug naar Hongarije, waar hij voor MOL Vidi ging spelen. In de zomer van 2022 zette Elek op drieëndertigjarige leeftijd een punt achter zijn actieve loopbaan.

## Interlandcarrière
Toen hij in 2010 een vaste waarde was bij zijn club Videoton werd Elek door bondscoach Sándor Egervári opgeroepen voor het Hongaars voetbalelftal. Zijn eerste interlanddoelpunt volgde in een vriendschappelijke interland tegen IJsland in augustus 2011 in het Ferenc Puskásstadion. Met Hongarije nam Elek in juni 2016 deel aan het Europees kampioenschap voetbal 2016. Hongarije werd in de achtste finale uitgeschakeld door België (0–4), nadat het in de groepsfase als winnaar boven IJsland en Portugal was geëindigd.
| No. | Datum            | Stadion                         | Tegenstander | Score | Resultaat | Competitie        |
| --- | ---------------- | ------------------------------- | ------------ | ----- | --------- | ----------------- |
| 1   | 10 augustus 2011 | Ferenc Puskásstadion, Boedapest | IJsland      | 4 – 0 | 4 – 0     | Vriendschappelijk |